# La Dernière Licorne (roman)
Cet article concerne le roman de Peter S. Beagle. Pour le roman de Michel Bussi, voir La Dernière Licorne (Michel Bussi). Pour le film de Jules Bass et Arthur Rankin Jr., voir La Dernière Licorne (film).
La Dernière Licorne  (titre original : The Last Unicorn) est un roman de fantasy pour la jeunesse de Peter S. Beagle. Il s'agit de l'œuvre la plus célèbre de cet écrivain de fantasy américain connu dans le monde entier. Le roman a été publié pour la première fois en 1962 aux États-Unis puis en octobre 1999 en langue française, aux éditions Denoël.

## Résumé
Une licorne vit paisiblement dans sa forêt lorsqu'elle entend deux chasseurs dire qu'elle serait la toute dernière. Après réflexion, elle part à la recherche des autres licornes quand elle rencontre un papillon qui la met sur la piste du taureau de feu, un monstre qui aurait chassé les licornes. En se reposant sur le bord d'un chemin, elle se rend compte que plus personne ne la reconnaît comme une licorne. Elle est alors capturée par la troupe du carnaval de minuit de la mère Fortune pendant son sommeil. La Licorne assiste à une représentation du carnaval où elle rencontre le peu talentueux magicien Schmendrick. Elle se rend compte que la mère Fortune illusionne le public en faisant passer des animaux normaux pour des monstres de légende. La Licorne est, avec la harpie, la seule véritable créature de légende du carnaval. Schmendrick libère la licorne qui, à son tour, aide toutes les créatures du carnaval de minuit à s'échapper. La harpie tue la mère Fortune. Schmendrick et la licorne partent alors tous les deux à la recherche du taureau de feu. Ils font route ensemble jusqu'au lever du jour. Pendant un dîner avec le Maire d'un village, Schmendrick est enlevé par des bandits, il fait alors la connaissance de Jack Cully et Molly Grue avant que la licorne ne le libère. Molly Grue les rejoint dans leur quête, ils arrivent tous les trois à Hagsgate. Les habitants leur révèlent que le prince Lir est censé détruire le royaume du Roi Haggard qui retient toutes les licornes. Le Taureau de Feu attaque alors la licorne et Schmendrick la transforme en jeune fille pour la sauver. La licorne et ses compagnons se rendent au château du roi Haggard où Schmendrick la présente comme lady Amalthea. Le roi accepte qu'ils restent au château. 
Le prince Lir demande conseil à Molly Grue car il est amoureux de lady Amalthea. Le chat du roi Haggard lui dévoile une énigme sur le taureau rouge.
Lady Amalthea tombe peu à peu amoureuse du prince Lir. Le roi Haggard lui dit qu'il sait qu'elle est une licorne, et que toutes les autres sont dans la mer. Schmendrick, Lady Amalthea et Molly Grue résolvent alors l'énigme du chat et se rendent dans la tanière du taureau rouge où le prince Lir les rejoint. Le roi Haggard démolit le passage en se lançant à leur poursuite. Schmendrick parvient à re-transformer Lady Amalthea en licorne, et avec l'aide du prince, elle libère les autres licornes avant de repartir dans sa forêt.

## Personnages

### L'héroïne
- La licorne : Animal mythique et héroïne de l'œuvre

### Les adjuvants
- Schmendrick: magicien peu doué qui vient en aide à la licorne
- Molly Grue: femme de Jack Cully qui rejoindra la licorne et Schmendrick
- Le prince Lir: fils adoptif du roi Haggard qui viendra en aide à la licorne

### Les opposants
- Mère Fortune: vieille sorcière responsable du carnaval de minuit
- Rukh: serviteur idiot de Mère Fortune
- Jack Cully: Chef de bandits
- Le Roi Haggard: vieux roi malheureux qui a capturé les licornes
- le taureau de feu: Animal monstrueux qui garde les licornes prisonnières

### Les messagers
- Le papillon: met la licorne sur la piste du taureau rouge
- le Chat: appartient au roi Haggard, il révèle l'accès au taureau de feu